# Kurija Mattachich-Dolansky
Kurija Mattachich-Dolansky nalazi se u središtu današnjeg naselja Vinica. Bila je u vlasništvu lepoglavskih pavlina, a kasnije plemićkih obitelji Mattachich i Dolansky. Ovo je jednokatna građevina, tlocrtno u obliku slova L, na kojoj su vidljivi tragovi nekoliko pregradnji. U unutrašnjosti kurije, na prvome katu, očuvan je klasicistički zidni oslik, rađen secco-tehnikom.

## Zaštita
Pod oznakom Z-6162 zavedeno je kao nepokretno kulturno dobro - pojedinačno, pravna statusa zaštićena kulturnog dobra, klasificirano kao "stambena građevina".